# Supersense
Supersense je hudební festival, jehož první ročník se konal ve dnech 7. až 9. srpna 2015 v kulturním komplexu Arts Centre Melbourne v Melbourne. Kurátorkou prvního ročníku byla zpěvačka Sophia Brous. Vystupovali zde například kytarista Marc Ribot, zpěvačka Lydia Lunch, zpěvák Ariel Pink nebo skupina The Jon Spencer Blues Explosion. Kapela The Necks spolu s Leo Abrahamsem a dalšími hrála hudbu z alba Discreet Music anglického hudebníka Briana Ena. Dále zde vystoupil velšský hudebník John Cale za doprovodu své kapely, hráčů na dechové a smyčcové nástroje, elektronické hudebnice Laurel Halo a ve třech písních s ním zpívala zpěvačka Lisa Gerrardová. Vizuální podobu jeho setu obstarala Abigail Portner.